# Pleuroascus nicholsonii
Pleuroascus nicholsonii är en svampart som beskrevs av Massee & E.S. Salmon 1901. Pleuroascus nicholsonii ingår i släktet Pleuroascus och familjen Pseudeurotiaceae.   Inga underarter finns listade i Catalogue of Life.